# Kuprit
Kuprit (Haidinger, 1845), chemický vzorec Cu2O (oxid měďný), je krychlový minerál. Název je odvozen z latinského cuprum – měď (obsah mědi až 88,8%).

## Původ
Běžně se vyskytuje v oxidačních zónách měděných ložisek, kde vzniká jako produkt oxidace sulfidů mědi. Nachází se také v sedimentárních rudách permského stáří.

## Morfologie
Krystaly mají nejčastěji tvar krychle, osmistěnu a méně často dvanáctistěnu, až 14 cm velké. Odrůda chalkotrichit má krystaly silně protažené ve směru [001]. Většinou tvoří zrnité, vláknité, zemité a celistvé agregáty. Dvojčatění: často se vyskytují penetrační dvojčata.

## Vlastnosti
- Fyzikální vlastnosti: Tvrdost 3,5–4, křehký, hustota 6,14g/cm³, štěpnost nedokonalá podle {111}, lom lasturnatý až nepravidelný.
- Optické vlastnosti: Barva: hnědočervená, červená, olověná až šedá. Lesk diamantový, polokovový až matný, průhlednost: průhledný až průsvitný, vryp červenohnědý.
- Chemické vlastnosti: Složení: Cu 88,82 %, O 11,18 %. Rozpustný v kyselinách a amoniaku. Před dmuchavkou se taví, žíháním v redukčním plameni vzniká čistá měď.

## Odrůdy
- chalkotrichit – jehličkovité krystaly

## Podobné minerály
- cinabarit, proustit, pyrargyrit

## Parageneze
- měď, tenorit, malachit, azurit, vápenec, brochantit, antlerit, atacamit, chryzokol, oxidy železa

## Získávání
Společně s těžbou jiných měděných rud, nejčastěji v povrchovém dole.

## Využití
Ruda mědi. Výjimečně jako drahý kámen.

## Naleziště
Místy rozšířený minerál.
- Česko: Běloves (Náchod)[2], Horní Kalná, Libštát[3], Studenec[4] (Podkrkonoší)
- Slovensko: Novoveská Huta, Špania Dolina, Gelnica
- Chessy u Lyonu (Francie)
- Nižnij Tagil (Ural), Džezkazgan (Kazachstán)
- Tsumeb (Namibie) – krystaly drahokamové kvality, Likasi, Mutoshi, Kolwezi (Katanga, DR Kongo)
- Bisbee, Ray, Globe (Arizona, USA), Santa Rita (Nové Mexiko, USA)
- Chiquicamata (Antofagasta, Chile), Cerro de Pasco (Peru) a další.